# Rickety Rocket
Rickety Rocket è una serie televisiva animata statunitense del 1979, prodotta da Ruby-Spears Productions.
La serie è stata trasmessa per la prima volta negli Stati Uniti su ABC dal 22 settembre 1979 al 5 gennaio 1980, per un totale di 16 episodi ripartiti su una stagione. In Italia è stata trasmessa sulle televisioni locali dal 1981.

## Episodi
| Stagione       | Episodi | Prima TV USA | Prima TV Italia |
| -------------- | ------- | ------------ | --------------- |
| Prima stagione | 16      | 1979-1980    | 1981            |

## Personaggi e doppiatori
- Rickety Rocket, voce originale di Al Fann, italiana di Pino Ammendola.
- Sunstroke, voce originale di John Anthony Bailey.
- Splashdown, voce originale di Johnny Brown.
- Cosmo, voce originale di Bobby F. Ellerby, italiana di Marzio Margine.
- Venus, voce originale di Dee Timberlake.